# Zeleninový orchestr
Zeleninový orchestr (Das erste Wiener Gemüseorchester) je hudební soubor, který hraje na nástroje vyrobené z čerstvé zeleniny. Založil ho v roce 1998 ve Vídni Jürgen Berlakovich a úspěšně s ním koncertuje po celém světě. Orchestr tvoří deset hudebníků, kuchař a zvukový technik, který citlivými mikrofony snímá zvuky vyluzované dýní, mrkví nebo okurkou. Hudebníci vycházejí z experimentů hnutí Fluxus, hrají vlastní kompozice i klasiku, spolupracují s Výzkumným zemědělským institutem v Schönbrunnu. Po představení skupina uvaří z použitých instrumentů pro návštěvníky zeleninovou polévku.

## Diskografie
- Gemise (1999)
- Automate (2003)
- Onionoise (2010)